# Faith Hubley
Faith Hubley, Geburtsname Faith Elliott (* 16. September 1924 in Manhattan, New York City, New York; † 7. Dezember 2001 in New Haven, Connecticut) war eine US-amerikanische Regisseurin, Produzentin und Drehbuchautorin von Trickfilmen, die nicht nur zwei Mal den Oscar für den besten animierten Kurzfilm, sondern auch zahlreiche weitere Filmpreise gewann.

## Leben
Die Tochter eines aus Russland stammenden jüdischen Zahnarztes verließ die High School ohne einen Abschluss und begann ihre Karriere in der Filmwirtschaft Hollywoods als Botin bei Columbia Pictures, wo sie jedoch bald Tontechnikerin wurde. Während dieser Tätigkeit lernte sie ihren späteren Ehemann John Hubley kennen, einen Animationskünstler bei The Walt Disney Company und späteren Oscar-Preisträger. Nach ihrer Eheschließung 1955 wurde John Hubley wegen seiner gewerkschaftsfreundlichen Aktivitäten allerdings entlassen, was dazu führte, dass sie mit ihm mit den Storyboard Studios eine eigene unabhängige Filmproduktionsgesellschaft gründete und animierte Kurzfilme produzierte, in denen ihre vier Kinder Mark, Emily, Georgia und Ray Hubley Rollen übernahmen.
Für den von ihr produzierten Film Moonbird (1959) erhielt John Hubley 1960 den Oscar für den besten animierten Kurzfilm. 1961 waren die beiden bei den Internationalen Filmfestspielen von Cannes für die Goldene Palme für den besten Kurzfilm für Children of the Sun (1960) nominiert. Bei der Oscarverleihung 1963 gewann sie mit ihrem Ehemann dann ihren ersten offiziellen Oscar für den besten animierten Kurzfilm und zwar für The Hole (1962).
Für A Herb Alpert & the Tijuana Brass Double Feature (1966) über den Trompeter Herb Alpert gewann sie mit ihrem Ehemann bei der Oscarverleihung 1967 ihren zweiten Oscar für den besten animierten Kurzfilm. Danach folgten zusammen mit ihrem Ehemann Nominierungen in dieser Kategorie bei den Oscarverleihungen 1969 für Windy Day (1968), 1970 für Of Men and Demons (1969) sowie 1975 für Voyage to Next (1974). Viele der von ihr und ihrem Ehemann gemachten Filme waren von der Liebe zum Jazz geprägt, was dazu führte, dass in zahlreichen Filmen Dizzy Gillespie seine Stimme leiht und musikalische Beiträge beitrug. Daneben trugen Faith und John Hubley Animationsszenen zu bekannten Kindersendungen wie Sesamstraße (1969) und The Electric Company (1971) bei.
1975 gewann sie außerdem den Winsor McCay Award bei den Annie Awards und war auch bei den Filmfestspielen in Cannes mit WOW Women of the World wieder für die Goldene Palme für den besten Kurzfilm nominiert.
Für A Doonesbury Special (1977) erhielt sie nicht nur mit ihrem Ehemann und Garry Trudeau bei der Oscarverleihung 1978 ihre letzte Nominierung für den Oscar für den besten animierten Kurzfilm, sondern gewann dafür auch den Jurypreis für den besten Kurzfilm bei den Filmfestspielen in Cannes 1978, wobei ihr Ehemann John diesen Preis nur noch posthum erhielt, da dieser 1977 verstorben war.
Für Sky Dance (1980) sowie Yes We Can (1989) war sie erneut für die Goldene Palme für den besten Kurzfilm bei den Filmfestspielen in Cannes nominiert und erhielt für Yes We Can eine Sondererwähnung. Beim Sundance Film Festival wurde sie für den Großen Jurypreis für The Cosmic Eye (1986) nominiert.
1997 erhielt sie bei den Gotham-Award-Verleihungen den Spezialpreis für Animation und gewann danach 2000 beim San Francisco International Film Festival den Golden Gate Persistence of Vision Award. Weitere Auszeichnungen waren der Web of Life Award beim High Falls Film Festival 2001 sowie eine Sondererwähnung bei den National Society of Film Critics Awards 2002.
Neben ihrer filmschaffenden Tätigkeit war sie über 30 Jahre Dozentin an der Yale University. Faith Hubley starb an Brustkrebs, der bei ihr Ende der 1970er Jahre diagnostiziert wurde.